# 默奇森瀑布國家公園
默奇森瀑布國家公園（Murchison Falls National Park）是非洲國家烏干達的國家公園，取名自默奇森瀑布，位於該國西北部，距離首都坎帕拉約300公里，佔地3,480平方公里，成立於1952年，是該國唯一有非洲五霸（即獅子、非洲象、非洲水牛、豹和黑犀牛）出沒的國家公園。

## 外部連結
- Overview at Uganda Wildlife Authority
- Profile at Traveluganda.co.ug（页面存档备份，存于）
- Profile at Safari-Uganda.com （页面存档备份，存于）
- Website Devoted to the National Park （页面存档备份，存于）
- YouTube video of Park near Paraa （页面存档备份，存于）